# Juin 1940 (guerre mondiale)
 (mai 2010).
Si vous disposez d'ouvrages ou d'articles de référence ou si vous connaissez des sites web de qualité traitant du thème abordé ici, merci de compléter l'article en donnant les références utiles à sa vérifiabilité et en les liant à la section « Notes et références ».
Chronologie de la Seconde Guerre mondiale
Mai 1940 - juin 1940 - juillet 1940
Juin 1940 est l'aboutissement de la bataille de France qui voit la débâcle de l'armée française face aux Allemands.
Avant la Seconde Guerre mondiale, l'armée française était considérée comme une des plus puissantes du monde. Néanmoins, malgré les décisions de réarmement prises à partir du gouvernement du Front populaire au pouvoir jusqu'en 1938 et amplifiées par le gouvernement Daladier ensuite, la puissance retrouvée de l'Allemagne nazie n'a pas pu être contenue. Lorsque celle-ci attaqua en mai 1940, la défense française s'écroula avec plus de 100 000 morts, victime à la fois du concept allemand de Blitzkrieg et surtout de la pensée stratégique défensive inspirée par les anciens chefs de la guerre de 1914-1918, parmi lesquels Pétain, à l'état-major dans les années 1930, au lieu de regrouper les chars en grandes formations mobiles (choix soutenu par le colonel de Gaulle). En cinq semaines, l'avancée allemande en France entraîna la désagrégation de l'armée et une gigantesque panique dans la population. Dix millions de personnes s'enfuirent sur les routes avec de maigres bagages, au cours d'un épisode qu'on appela l'« exode ». Le gouvernement, dirigé par Philippe Pétain depuis la démission de Paul Reynaud, fit demander l'armistice, signé le 22 juin 1940. On pouvait penser alors que son prestige acquis lors de la défense de Verdun en 1916 permettrait des négociations plus aisées avec Hitler; il n'en fut rien et les conditions en furent très dures : occupation de plus de la moitié du pays et énormes frais prélevés pour entretenir l'armée allemande.
- 1er juin :
  - Les Allemands rendent les honneurs aux défenseurs héroïques de Lille du général Molinié. Le général Waeger qui avait pris cette décision est limogé, le lendemain, par Hitler.

- 3 juin :
  - Fin de l'opération Dynamo : 224 686 Britanniques et 121 445 soldats français et belges ont été évacués vers le Royaume-Uni. La RAF assure un minimum de couverture aérienne pour cette opération et abat à cette occasion 140 appareils de la Luftwaffe. Les Britanniques ne perdent dans le même temps que 80 avions.
  - Opération Paula de la Luftwaffe qui bombarde les environs de Paris, les aérodromes en particulier. 254 morts et 652 blessés à Paris.

- 4 juin :
  - À l'aube du 4 juin, les troupes allemandes entrent dans Dunkerque. Le drapeau à croix gammée est hissé sur le phare de la ville. Le reste des 12e DIM, 68e, 21e, 32e et 60e divisions d'infanterie et du 8e régiment de zouaves qui ont protégé l'évacuation jusqu'au dernier moment et n'ont pas pu embarquer, sont faits prisonniers sur la plage de Malo-les-Bains. En neuf jours, la Wehrmacht a capturé quelque 35 000 hommes et fait 18 000 morts.
  - Fin de la bataille d'Abbeville, commencée le 28 mai

- 5 juin :
  - Remaniement ministériel : le général de Gaulle est nommé sous-secrétaire d'État à la Guerre et à la Défense nationale. Il multiplie dès lors les navettes entre Londres et Paris pour tenter de décider les Britanniques à soutenir leur effort en France.
  - Offensive allemande à partir de la Somme en direction de Rouen et de Soissons. À cette occasion, la chasse française abat 40 appareils allemands pour 15 avions perdus.

- 6 juin :
  - La ligne de défense française s'appuyant sur la Somme et sur l'Aisne ne peut tenir devant les panzer qui, ayant fini de « nettoyer » Dunkerque, renouvellent vers le sud leurs attaques « en pointe », là où des troupes françaises épuisées les attendent « en ligne ». La défaite française est maintenant inéluctable.

- 7 juin :
  - Les Britanniques acceptent de remplacer les pertes des trois escadrilles de chasse restées en France.

- 8 juin :
  - Le front français est totalement disloqué. Début du débat en France : pour ou contre la poursuite de la guerre ? L'exode des civils français du nord vers le sud s'intensifie. Paris « se vide » en cinq jours.
  - Appel désespéré du général Vuillemin pour obtenir un appui aérien des Britanniques ; sans succès.
  - Transfert d'une escadrille britannique au Mans, puis arrivée en France dans l'après-midi de deux escadrilles supplémentaires. Les autorités britanniques rappellent à leurs alliés français que 12 escadrilles de chasse et 8 de bombardiers opèrent en France et sur la Manche à partir du Royaume-Uni.
  - Fin de l'opération Alphabet (évacuation des troupes alliées de Norvège).

- 9 juin :
  - La ville de Rouen est occupée.

- 10 juin :
  - Le gouvernement français quitte Paris pour Tours et ses environs.
  - L'Italie déclare la guerre à la France et au Royaume-Uni.
  - Capitulation de la Norvège.
  - Les Polonais de la deuxième division de chasseurs sont mis à la disposition de l'armée française.

- 11 juin :
  - Attaqué par l'aviation allemande, le cargo Niobé coule non loin du Havre, faisant au moins 800 victimes.
  - Début de la guerre du Désert à l'initiative de l'armée coloniale italienne présente en Libye (5e armée et 10e armée).

- 11 et 12 juin :
  - Avant-dernière réunion du Conseil suprême interallié à Breteau dans le Loiret, dite conférence de Briare. Churchill exhorte les dirigeants français à continuer la guerre.
  - Weygand ordonne le repli général face à la ruée allemande sur Paris[1].

- 12 juin :
  - 50 000 soldats alliés encerclés à Saint-Valery-en-Caux doivent se rendre faute de munitions, après s'être battus pendant deux jours pour tenter de protéger des embarquements, sous le feu de Rommel qui leur a coupé la route de la Seine.

- 13 juin :
  - Paris, vidée de ses habitants, est déclarée « ville ouverte ». Tout combat y est interdit. Cet interdit ne concerne que Paris intramuros, et le harcèlement des troupes allemandes se poursuit en banlieue, malgré les protestations des autorités allemandes.
  - La rumeur court à Bordeaux que Paris est aux mains des communistes. Georges Mandel, ministre de l'Intérieur, se fend même d'un appel téléphonique à ce sujet au préfet de police de Paris, Langeron, resté en poste dans la capitale. Ce dernier dément évidemment la rumeur.
  - Dernière réunion du Conseil suprême interallié à Tours.

- 14 juin :
  - Opération Vado par la marine française contre les ports de Gênes et de Savone en Italie.
  - Les Allemands entrent dans Paris ; la ligne de progression allemande va de Provins à Rambouillet en passant par Corbeil, nettement au sud de Paris.
  - À 7 h 30 du matin, signature d'un cessez-le-feu autour de Paris, sous menace de bombardement de la capitale.
  - Confiscation de tous les drapeaux français au fronton des édifices, immédiatement remplacés par des drapeaux à croix gammée. Même les drapeaux historiques des Invalides sont saisis.
  - Après une protestation des conseillers municipaux de Paris, le drapeau géant à croix gammée qui flottait depuis le matin sous l'Arc de Triomphe est retiré dans la soirée.
  - Aucune parution de journaux à Paris. Pour informer les quelques Parisiens encore présents en ville, des voitures diffusent des messages par haut-parleur. Le message commence ainsi : « Les troupes allemandes occupent Paris ».
  - Toute circulation est désormais interdite dans Paris entre 21 h 0 et 5 h 0 du matin.
  - Paris se met à l'heure de Berlin.
  - Premier défilé de troupes allemandes sur l'avenue des Champs-Élysées. C'est un rituel qui sera désormais quotidien afin de bien rappeler aux Parisiens qu'ils sont occupés.
  - Suicide du neurochirurgien parisien Thierry de Martel qui préfère la mort à l'occupation. Le cas n'est pas isolé à Paris.
  - Le gouvernement français s'installe à Bordeaux.
  - Le gouvernement polonais quitte Angers.

- 15 juin :
  - Le sous-lieutenant français Pierre Le Gloan abat cinq appareils italiens au cours d'une mission.
  - À cette date, 83 000 soldats des forces armées polonaises sont présents sous les armes en France.
  - De Gaulle est à Rennes pour voir l'éventualité d'un « réduit breton » qui avait été évoqué pendant la conférence de Briare. S'embarque dans la soirée pour l'Angleterre à bord du contre-torpilleur Milan.

- 16 juin :
  - Évacuation vers l'Afrique du Nord de tous les avions français ayant le rayon d'action nécessaire à ce voyage. 800 appareils militaires rejoignent l'Afrique du Nord. C'est la fin de la bataille de France pour les aviateurs. 1 250 avions allemands ont été abattus et 425 mis hors d'état de voler. En face, la RAF enregistre la perte de 944 avions dont 67 Spitfire ; la France perd 410 avions en combat aérien et 432 par mitraillage au sol.
  - Rencontre à Londres entre Churchill et de Gaulle et discussion du projet d'union entre la Grande-Bretagne et la France : l'Union franco-britannique[2]. De Gaulle rentre dans la journée à Bordeaux présenter ce projet au gouvernement français mais ne suscite pas l'adhésion[3].
  - En France, Philippe Pétain devient président du Conseil après la démission de Paul Reynaud dans la soirée et forme un nouveau gouvernement.
  - Le centre-ville de Blois est sévèrement bombardé, tuant le maire en exercice. Le pays blésois entre dans le territoire d'occupation allemande.

- 17 juin :
  - Des troupes de l'armée allemande franchissent la Loire, d'autres atteignent la frontière suisse.
  - À 10 h 0, 3 avions allemands bombardent la gare de triage de Rennes où stationnaient côte à côte un train de munitions et des trains de militaires britanniques et français : bilan près d'un millier de tués.
  - La ligne Maginot est prise à revers.
  - (12 h 30, heure de Paris) De Bordeaux, le maréchal Pétain lance un appel à la radio[4] afin de « cesser le combat ». Cet appel est évidemment largement relayé par les Allemands. « C'est le cœur serré que je vous dis aujourd'hui qu'il faut cesser le combat ».
  - En dépit de l'alliance entre l'Union soviétique et l'Allemagne nazie, Charles Tillon, chargé de réorganiser le parti communiste dans le Sud-Ouest, lance un appel à la résistance contre « le fascisme hitlérien » : « […] Mais le peuple français ne veut pas de l'esclavage, de la misère et du fascisme, pas plus qu'il n'a voulu la guerre des capitalistes. Il est le nombre, uni, il sera la force… - Pour un gouvernement populaire, libérant les travailleurs, rétablissant la légalité du Parti communiste, luttant contre le fascisme hitlérien. Peuple des usines, des champs, des magasins et des bureaux, commerçants, artisans et intellectuels, soldats, marins et aviateurs encore sous les armes, unissez-vous dans l'action. »[réf. nécessaire]
  - Le journaliste américain William Shirer, présent à Paris du 17 au 26 juin, livre une description de la ville à son arrivée : « les rues sont désertes ».
  - A 12H30, le maréchal Pétain, annonce son intention de demander aux Allemands, par l'intermédiaire du gouvernement espagnol, les conditions d'un armistice. Les Allemands rediffuse régulièrement le discours de Pétain[5].
  - Dans l'après-midi  le General de Gaulle qui s'oppose à l’armistice embarque dans un avion britannique pour  Londres[5]. Il est reçu par Winston Churchill.
  - Le président polonais Władysław Raczkiewicz et le commandant en chef Władysław Sikorski prennent la décision de transférer au Royaume-Uni ce qui peut être sauvé de l'armée polonaise en France.
  - Le paquebot Lancastria est coulé à Saint-Nazaire par l'aviation allemande, faisant des milliers de victimes dont un grand nombre furent identifiées[6].

- 18 juin :
  - En réplique à l'appel de Pétain qui appelle à la fin des combats, le général de Gaulle lance son appel du 18 Juin, acte fondateur de la France libre.
  - L'Estonie, la Lettonie et la Lituanie sont occupées par l'URSS.
  - La version imprimée de l'appel de Pétain est modifiée : « C'est d'un cœur serré que je vous dis qu'il faut tenter de cesser le combat », car la formulation orale a complètement désorienté les combattants, alors que l'armistice est encore loin d'être signé.
  - Hitler rencontre Mussolini à Munich pour discuter des termes de l'armistice après la reddition française ; les troupes italiennes n'ont pas dépassé Menton[1].
  - Discours de Winston Churchill à la Chambre des communes.

- 19 juin :
  - Alors que la France se prépare à capituler, le général Władysław Sikorski donne l'ordre aux Polonais de ne pas se rendre et de fuir vers la Suisse, vers le Royaume-Uni ou vers l'Afrique.
  - Le général de Gaulle demande à l'Empire français de poursuivre le combat aux côtés du Royaume-Uni.

- 20 juin :
  - Dans un nouveau discours radiodiffusé de Bordeaux[7], le maréchal Pétain annonce les tractations en vue de l'armistice. Il en détaille les motifs, ainsi que les leçons que, selon lui, il faudra en tirer. Il y fustige « l'esprit de jouissance » : « […] Depuis la victoire [de 1918], l'esprit de jouissance l'a emporté sur l'esprit de sacrifice. On a revendiqué plus qu'on a servi. On a voulu épargner l'effort ; on rencontre aujourd'hui le malheur. »
  - Début de l'offensive italienne à la frontière française facilement repoussée par une armée française des Alpes pourtant en infériorité numérique.
  - Entrée en vigueur de l'ordonnance allemande régissant les devoirs des Français occupés.
  - Bombardement allemand sur Bordeaux.

- 21 juin :
  - Les négociations franco-allemandes d'armistice commencent.

- 22 juin :

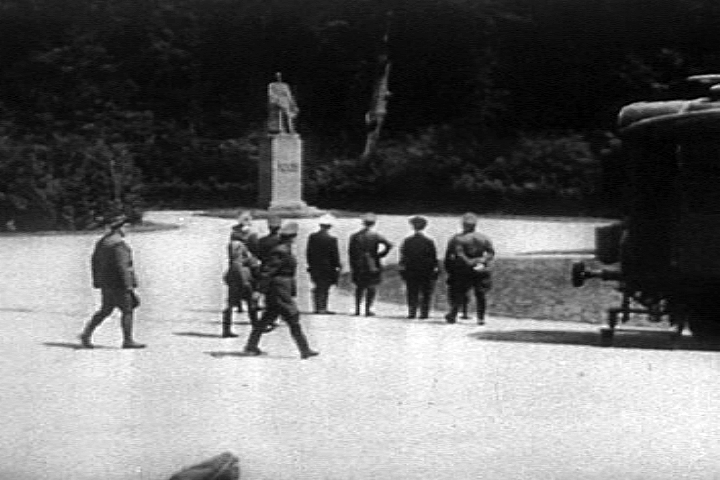
Le 21 juin 1940, Hitler (la main au côté), accompagné de hauts dignitaires nazis et de ses généraux, regardant la statue du maréchal Foch avant le début des négociations de l'armistice, signé le lendemain en son absence.

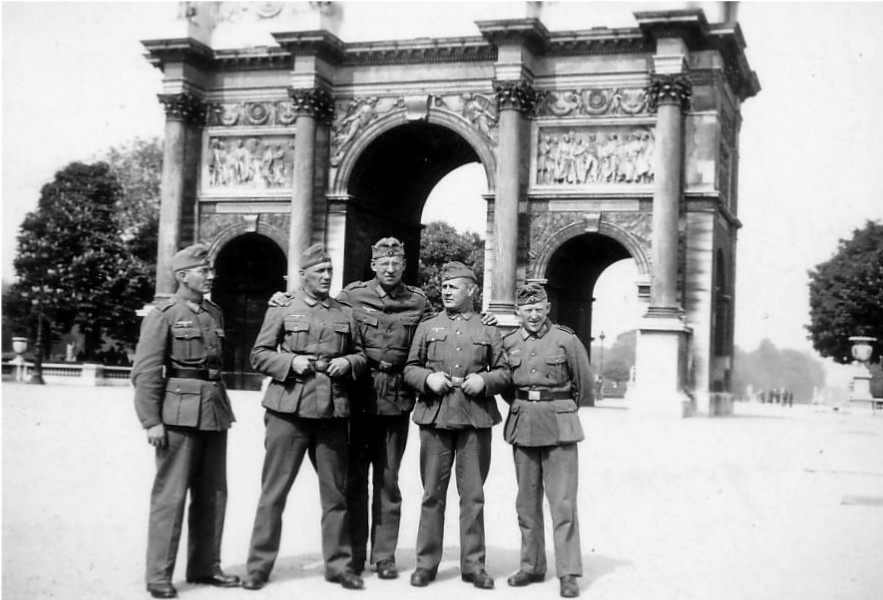
Visitant Paris occupé par leur armée, des soldats allemands photographiés devant l'arc de triomphe du Carrousel, été 1940.

  - Après avoir été approuvé par le Conseil des ministres et le président de la République, l'armistice franco-allemand est signé dans le wagon de l'Armistice de la clairière de Rethondes (le même wagon où fut signée la fin de la Première Guerre mondiale), en forêt de Compiègne, la délégation française était menée par le général Charles Huntziger et celle de l'Allemagne nazie par le général Wilhelm Keitel, l'armistice fut signé à 18 h 50.
  - 1 500 000 soldats français sont prisonniers en Allemagne.
  - Les actualités anglaises diffusent un nouvel appel du général de Gaulle[1].

- 23 juin :
  - Hitler visite Paris. Il arrive à 5 h 0 du matin à l'aérodrome du Bourget ; trois heures et demie plus tard, il était déjà reparti. Pas de liesse viennoise[Quoi ?] ici, juste une ville déserte.

- 24 juin :
  - Signature de l'armistice franco-italien.
  - L'armistice avec l'Allemagne entre en application à 19 h 0, celui avec l'Italie à minuit.
  - Le gouvernement polonais en exil s'installe à Londres.

- 28 juin :
  - Le général de Gaulle est reconnu par les Britanniques comme le chef de la France libre.
  - Le maréchal Gœring dîne au Maxim's à Paris.

- 29 juin :
  - Le gouvernement français rejoint la « zone libre » et s'installe provisoirement à Clermont-Ferrand.

- 30 juin :
  - L'Allemagne envahit les îles Anglo-Normandes.
  - Le général Władysław Sikorski dissout le commandement de la ZWZ, Union de la lutte armée qui se trouvait en France et donne l’ordre de créer un commandement pour la ZWZ en Pologne ; le colonel Stefan Rowecki dit Grot (fer de flèche), est nommé à la tête de la ZWZ.